# Adeline Dieudonné
Pour les articles homonymes, voir Dieudonné (homonymie).
Œuvres principales
- La Vraie Vie (2018)
- Amarula

Adeline Dieudonné, née le 12 octobre 1982, est une écrivaine belge.

## Biographie

### Enfance et formation
Adeline Dieudonné naît le 12 octobre 1982 en Belgique,. Son père est le pilote automobile Pierre Dieudonné.
Elle passe son enfance à la campagne, dans le Brabant wallon, près de Bruxelles, entourée d’animaux.  
Elle souhaite d'abord devenir comédienne. Elle fait des études au Conservatoire de Bruxelles qu’elle ne termine pas, puis elle rejoint le cours Florent à Paris. Elle apprécie tout particulièrement l’improvisation théâtrale. Mais elle ne parviendra pas à en vivre.

### Carrière littéraire
Après la décoration d’intérieur et un travail d'assistante de production, à 33 ans, Adeline Dieudonné se tourne vers l'écriture à la suite d'une prise de conscience de l'état social et écologique du monde. Elle commence à écrire, encouragée par Thomas Gunzig qu'elle rencontre dans un café,. 
Sa première nouvelle, Amarula, parue dans le recueil Pousse-café en 2017, remporte le Grand Prix du concours de la Fédération Wallonie-Bruxelles. La même année, elle écrit et interprète le seul en scène Bonobo Moussaka,. Le spectacle, racontant la vie d'une femme et ses questionnements, est mis en scène par Gaëtan Bayot.
En 2018, elle publie un premier roman remarqué, La Vraie Vie. Le livre raconte le quotidien d’une adolescente dont le père, chasseur, est tyrannique. Il remporte le Prix Première Plume 2018, le prix du roman Fnac 2018, le prix Renaudot des lycéens 2018, le prix Filigranes, le prix Goncourt choix de la Belgique, le prix Goncourt choix de l'Italie, le prix du Premier Roman de Chambéry et le prix Victor Rossel 2018. En 2020, dans la quarantième édition de son guide annuel du thriller influent, le magazine néerlandais Vrij Nederland proclame la traduction néerlandaise de "La Vraie Vie" (Het echte leven) « Thriller de l'année ». Le livre se vend à plus de 300 000 exemplaires. Il est traduit en vingt langues.
En 2021, elle publie son deuxième roman, Kérozène, qui raconte l'histoire de quatorze clients d'une pompe à essence qui ont tous la violence en commun. La critique est plus mitigée. La même année, elle publie également son premier album jeunesse, Baïla, la petite Louve.
En 2023 sort Reste, un roman épistolaire puisqu'on y découvre les lettres envoyées par une femme à l'épouse de son amant victime d'une crise cardiaque dans un lac. La maîtresse ne se sépare pas de son amant et part avec lui en voiture pendant six jours, son corps placé sur la banquette arrière.   Le livre est aussi l'occasion de parler des violences insidieuses faites aux femmes. 

### Vie privée
Elle est mère de deux enfants, Zazie (25/01/08) et Lila (01/10/13).

## Œuvres

### Romans
- La Vraie Vie, Paris, éditions de l'Iconoclaste, 2018, 265 p. (ISBN 978-2-37880-023-9)
- L'injuste destin du pangolin, Bruxelles, Renaissance du Livre, 2020, 144 p. (ISBN 978-2-507-05688-9) (en collaboration avec Jérôme Colin, Eric Russon, Myriam Leroy et Sébastien Ministru)
- Kérozène, Paris, éditions de l'Iconoclaste, 2021, 257 p. (ISBN 978-2-37880-201-1)
- Reste, Paris, éditions de l'Iconoclaste, 2023, 258 p. (ISBN 9782378803544)

### Nouvelles
- Amarula, parue dans Pousse-café, Bruxelles, Centre de lecture publique de la Communauté française, 2018 (ISBN 978-2-930758-40-4)
- Seule dans le noir, Bruxelles, Lamiroy, coll. « Opuscules » (no 7), 2017
- Chelly, éditions Lamiroy, 2018
- Le Ventre idéal, Bruxelles, Lamiroy, coll. « Opuscules » (no 63), 2018 (ISBN 978-2-87595-174-8)

### Théâtre
- Bonobo Moussaka  (préf. Éric De Staercke, postface Gaëtan Bayot), Bruxelles, Lamiroy, 2018, 53 p. (ISBN 978-2-87595-093-2)

### Jeunesse
- Baïla la petite louve  (ill. Arnold Hovart), Paris, Michel Lafon Radio France, 2021 (ISBN 978-2-7499-4589-7)

### Textes
- Wouhouuu, paru dans Collectif, Les Bonnes Résolutions, Bruxelles, Lamiroy, coll. « Opuscules Hors-série » (no 1), 2018 (ISBN 978-2-87595-107-6)
- Klaxon, paru dans Collectif, Femmes des années 2020, Bruxelles, Lamiroy, coll. « Opuscules Hors-série » (no 3), 2018 (ISBN 978-2-87595-157-1)

## Filmographie, spectacle
- 2002 : Un paradis pour deux de Pierre Sisser
- 2008 : Françoise Dolto, le désir de vivre de Serge Le Péron
- 2013 : Out of Frame (court-métrage) de Monique Marnette
- 2017 : Bonobo Moussaka, mis en scène par Gaëtan Bayot